# Савенки (Вишгородський район)
Савенки́ —  село в Україні, у Вишгородського району Київської області. Населення становить 135 осіб.

## Географія
На південному сході від села бере початок річка Савинка, права притока Здвижу.

## Історія
Під час окупації жителька с. Савенків О. П. Морозюк та її два сини Володимир (загинув у бою з нацистами) і 13-річний Валер'ян брали активну участь у партизанському русі. У листопаді 1943 року вона переховувала 17 радянських бійців-розвідників, а Валер'ян Морозюк вивів їх із села.

## Джерела

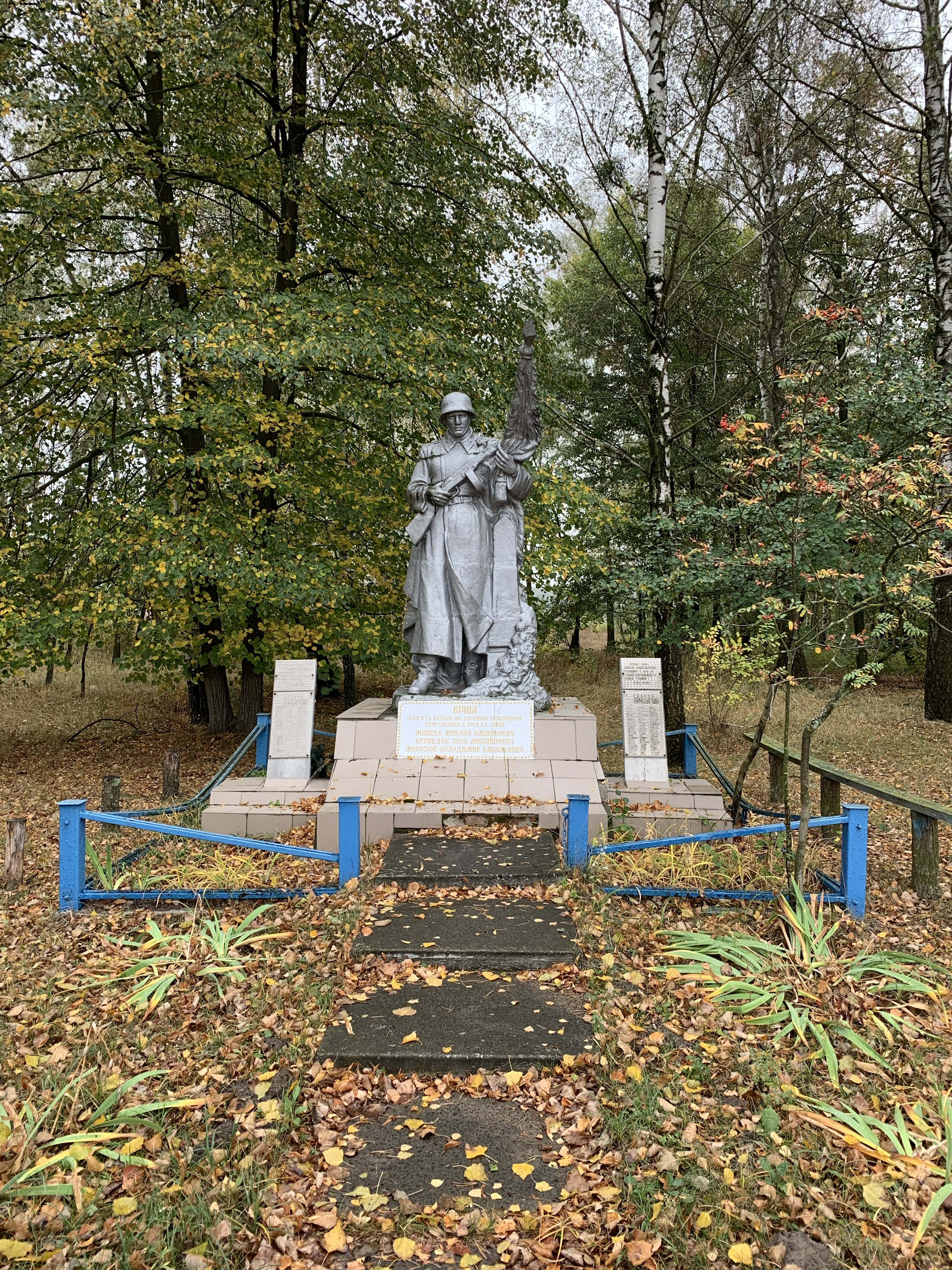
Братська могила радянських воїнів, що загинули у 1943 р.